# Mogens Balle
Pour les articles homonymes, voir Balle.
Mogens Erik Schack Balle dit Mogens Balle, né le 1er avril 1921 à Copenhague et mort le 20 novembre 1988 à Asmindrup (près de Copenhague), est un peintre danois abstrait-surréaliste. Il est cofondateur du groupe Spiralen (La Spirale 1947) association d'artistes danois où il a rencontré Asger Jorn. Peintre autodidacte, il abandonne l'architecture pour rejoindre CoBra sous l'influence de Asger Jorn. 

## Carrière
Balle participe aux expositions de la jeune peinture danoise. Il est cofondateur du groupe Spiralen en 1947, dont Asger Jorn fait partie et qui compte  notamment Sven Dalsgaard, Edgar Funch and Ulrika Marseen. Ce groupe, dissout en 1958, était ouvert à toutes les formes d'expression. 
En 1949, Balle participe au congrès CoBrA de Bregnerød en compagnie de Asger Jorn, Carl-Henning Pedersen et de quelques membres de CoBrA. Il s'agit pour les artistes de décorer le plafond d'une maison d'architecte, propriété de l'école d'architecture de Copenhague 1948/1949. Certains artistes y ont résidé avec leurs enfants pendant la période des travaux qui se sont déroulés en août-septembre 1949. Carl-Henning Pedersen a peint un mur, Klaus, le fils de Jorn âgé de 7 ans a peint la  porte qui s'y trouvait. 
Le plafond peint de la salle de séjour, restauré en 1969, se trouve maintenant dans les locaux de l'association artistique Lyngby. Un diagramme indique l'emplacement de l'œuvre de chaque artiste, celle de Balle se trouve au numéro 17.
Balle ne participe pas à l'exposition de CoBrA d'Amsterdam en 1949, ni à celle de Liège en 1951. Mais il est parmi les Cinq peintres CoBrA  exposés à la galerie Pierreà Paris avec Appel, Corneille, Egill Jacobsen et Jorn. Il collabore avec Christian Dotremont et Joseph Noiret.

## Un abstrait-surréaliste danois
Christian Dotremont insiste sur la spécificité des abstraits-surréalistes danois dont Mogens Balle est un des  plus représentatifs. Mais ce peintre n'atteint sa maturité qu'après 1951, c'est-à-dire  après la fin de CoBrA. Lors de l'exposition des œuvres de Balle en 1965 Christian Dotremont écrit : 

« En général, l'art danois de notre groupe remonte à des époques lointaines. Il oppose les diverses barbaries de notre époque (notamment à la religion de l'instantanéité qui la caractérise) une sorte de pierre artistastale (relativement à la pierre philosophale), une vivacité qui pense, une vivacité qui accède au temps jusqu'aux origines jusqu'à la sensation confuse que nous apportons en naissant .... Et peut-être après tout, ce que l'art danois en général oppose à notre époque.... ».

## Peinture-mots, dessins-mots
- Christian Dautremont Dessins-mots, Grizanta Fonds, Söborg, Danemark, 1962[7]
- Uffe Harder Tilstande, Copenhague 1964[7]
- Joseph Noiret Histoires naturelles de la crevêche, Phantomas, Bruxelles 1965[7]
- Christian Dotremont L'Imaginatrice Poèmes affiches, Copenhague et Bruxelles 1969[7]
- Christian Dotremont Abrupt, etc 24 sérigraphies Kalundborg Danemark 1972ref name="JCL 250 "/>